# Łukawci
Łukawci (ukr. Лукавці, hist. Lucavăț, Lukawetz, Łukawiec) – wieś na Ukrainie, w obwodzie czerniowieckim, w rejonie wyżnickim.